# Aphonopelma rothi
Aphonopelma rothi är en spindelart som beskrevs av Smith 1995. Aphonopelma rothi ingår i släktet Aphonopelma och familjen fågelspindlar. Inga underarter finns listade i Catalogue of Life.